# Lerma, México
Lerma là một đô thị thuộc bang México, México. Năm 2005, dân số của đô thị này là 105578 người.